# Référendums irlandais de 1972
Deux référendums ont lieu en Irlande en 1972 afin de modifier la Constitution :
- le 10 mai 1972 : référendum sur l'adhésion aux communautés européennes ;
- le 7 décembre 1972 :
  - référendum sur le droit de vote ;
  - référendum sur la reconnaissance des religions.